# Steamy Windows
Steamy Windows è un singolo della cantante statunitense Tina Turner, pubblicato nel 1990 ed estratto dall'album Foreign Affair.
Il brano è stato scritto da Tony Joe White.

## Tracce
Singolo CD
1. Steamy Windows
2. The Best (Extended Remix)
3. Steamy Windows (Vocal Mix)